# Борковский, Кшиштоф
Кшиштоф Вавжинец Борковский (род. 10 августа 1964, Седльце, Польша) — польский политик, сенатор III и V созыва сенаторов Польской Республики, депутат VI и VII созыва Польского Сейма, доктор сельскохозяйственных наук.

## Биография
Родился 10 августа 1964 года в городе Седльце, окончил сельскохозяйственный техникум, в 2003 году поступил в сельскохозяйственный факультет Седлецкого Университета естественных наук. в 2015 году получил докторскую степень в области агрономии на основании по детерминантности развития предпринимательства в частных фермерских хозяйствах Селедского повета.
Основатель и совладелец мясокомбината в Мосибродах (председатель с 2002 года), птицефабрики «Stasin» и компании «Dworskie Smaki», а также рыбной фермой. Работает в Добровольной пожарной охране.
Был советником областного Национального совета в Седльце. Член Польской крестьянской партии, принадлежит к национальным властям (Верховный Совет) и региональным партиям. Бывший советник Висневского муниципалитета(в течение двух сроков) и с 1998 по 2001 год советником Мазовецкого воеводства. В 1993—1997 и 2001—2005 годах занимал пост сенатора. В III созыве он представлял Мазовецкое воеводство, участвовал в работе Комиссии Народного Хозяйства и комиссии сельского хозяйства. В V созыве получил мандат в Седлецком повете, работал в комиссии по сельскому хозяйству и развитию села. В 1997, 2005 и 2007 годах он безуспешно баллотировался на парламентских выборах, а в 2009 году в Европейский парламент. С 2006 по 2009 год он снова занимал должность советника Мазовецкого сеймика в качестве его заместителя председателя.
На парламентских выборах 2007 года баллотировался в Сейм Седлецкого повета, набрав 7565 голосов. Мандат депутата на сейм VI созыва занял 24 июня 2009 года вместо Ярослава Калиновского, который был избран в Европарламент. На парламентских выборах 2011 года он успешно баллотировался на переизбрание, набрав 6868 Голосов.
В 2013 году окружная прокуратура в Люблине возбудила дело, направленное на отмену неприкосновенности депутата Кшиштофа Борковского в связи с намерением предъявить ему уголовные обвинения в предполагаемом предоставлении ложной информации в имущественных документов. В 2014 году Сейм не дал согласия на привлечение депутата к уголовной ответственности по этому делу. В 2015 году он не был избран на следующий срок в Сейм. Он также баллотировался в депутаты а парламентских выборах 2019 года. На парламентских выборах 2023 года он баллотировался в Сенат по округу № 48 от своего собственного комитета, оставаясь членом ПКП и являясь представителем сенатского пакта.

## Награды
В 1999 году получил золотой Крест Заслуги.